# 格拉斯哥皇后街站
格拉斯哥皇后街站（英語：Glasgow Queen Street station）是蘇格蘭最大都市格拉斯哥的一個火車站，也是格拉斯哥的交通樞紐之一。格拉斯哥皇后街站僅次於格拉斯哥中央車站和愛丁堡威瓦利站，是蘇格蘭乘客數第三多的車站。格拉斯哥中央車站大多數列車多為前往英格蘭各地的長途列車，而皇后街車站發出的各列車則多是前往蘇格蘭各地的列車，其中又以前往愛丁堡威瓦利車站的列車最多。

## 外部連結
- Station Information from National Rail （页面存档备份，存于）